# غزو الجراد 2019–2022
غزو الجراد 2019–2022 في أفريقيا وشبه الجزيرة العربية وجنوب آسيا وأمريكا الجنوبية، هو تفشي الجراد الصحراوي الذي يهدد الإمدادات الغذائية في جميع أنحاء المنطقة. التفشي هو الأسوأ منذ 70 عامًا في كينيا والأسوأ منذ 25 عامًا في إثيوبيا والصومال والهند. بدأ السرب في يونيو 2019 واستمر حتى عام 2022. على الرغم من أن أسراب الجراد شهدت انخفاضًا ثابتًا في عدد السكان والوصول الجغرافي من مايو إلى أكتوبر، واعتبارًا من نوفمبر 2020، وجدت بشكل أساسي في القرن الأفريقي واليمن.
بدأ التفشي الحالي بأمطار غزيرة في سنة 2018 في الربع الخالي من شبه الجزيرة العربية؛ في ربيع عام 2019، انتشرت الأسراب من هذه المناطق، وبحلول يونيو 2019، انتشر الجراد شمالًا إلى إيران وباكستان والهند وجنوبًا إلى شرق إفريقيا، وخاصة القرن الأفريقي. بحلول نهاية عام 2019، كانت هناك أسراب في إثيوبيا وإريتريا والصومال وكينيا والسعودية واليمن ومصر وعمان وإيران والهند وباكستان.
حتى أبريل 2020، تعرقلت جهود مكافحة الجراد بسبب القيود المستمرة على السفر والشحن التي حصلت بسبب جائحة كوفيد-19.

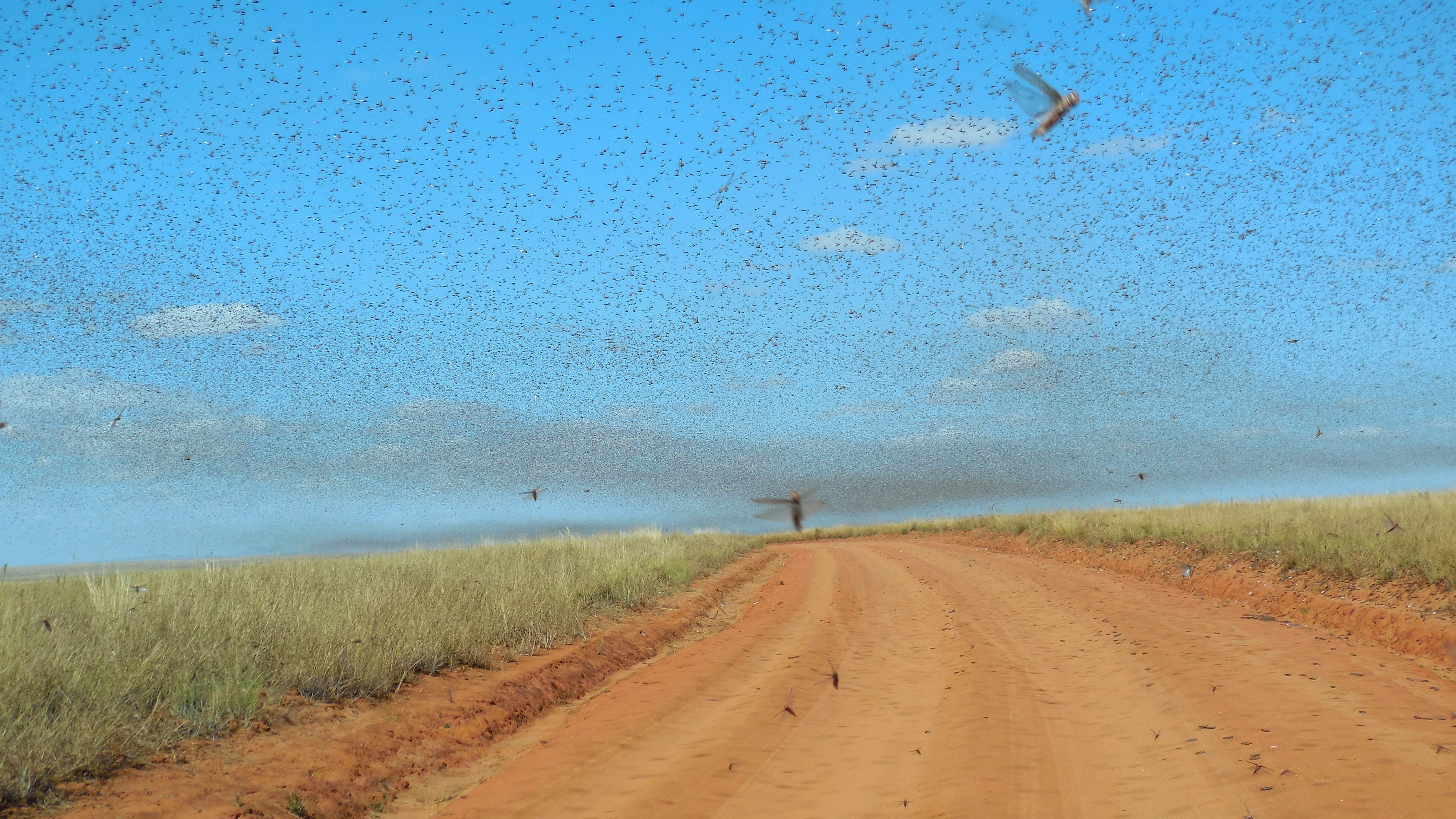
سرب جراد بالقرب من ساتروكالا، مدغشقر (مايو 2014)

## السبب

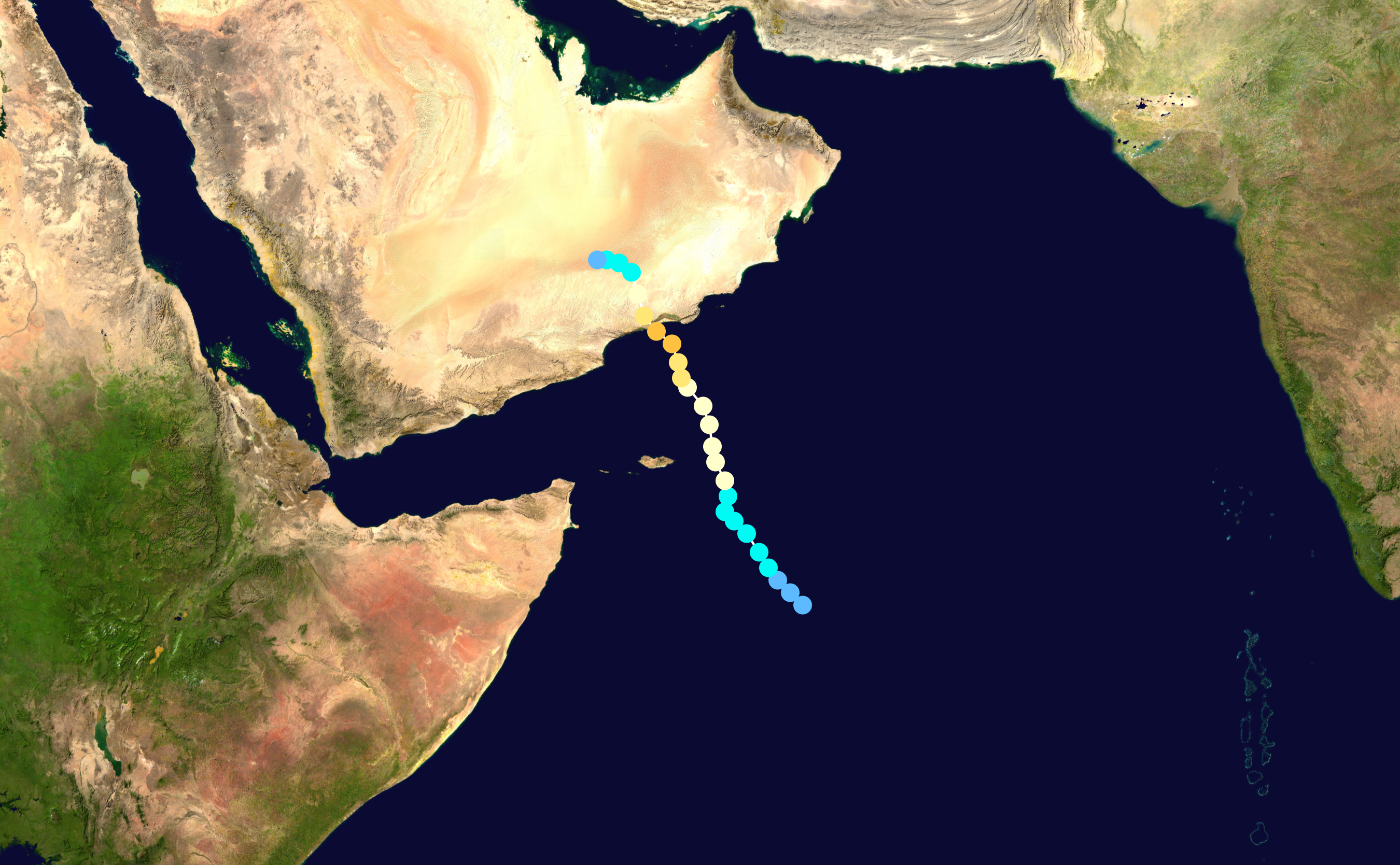
خريطة ترسم مسار إعصار ميكونو وشدته

تعود أزمة الجراد الصحراوي هذه إلى مايو 2018، عندما مر الإعصار ميكونو بصحراء واسعة غير مأهولة بالسكان في جنوب شبه الجزيرة العربية تعرف باسم الربع الخالي، وتسبب بملأ الفراغات بين الكثبان الرملية ببحيرات سريعة الزوال، وسمح للجراد بالتكاثر بطريقةٍ لم تُكتشف. تم زيادة ذلك في أكتوبر 2018 من قبل إعصار لوبان، الذي انتشر في وسط بحر العرب، وسار غربًا، وتسبب بأمطار فوق نفس المنطقة بالقرب من حدود اليمن وعمان. ارتبطت هذه الأمطار الغزيرة بشكل غير عادي بالتقلبات التي تحصل في المحيط الهندي، والذي يتأثر بدوره بتغير المناخ. تاريخيًا، يوجد في الخليج العربي عدد قليل جدًا من الأعاصير. لكن في العقد الماضي زادت بشكلٍ كبير بفضل التقلبات في المحيط الهندي، وهي ظاهرة مرتبطة بالفيضانات في غرب المحيط الهندي، والطقس الجاف في الشرق وحرائق الغابات في أستراليا.
ينمو الجراد بشكل كبير في هذا النوع من المناخ، وفي نهاية المطاف، مكّن هذان الإعصاران في عام 2018 ثلاثة أجيال من تكاثر الجراد الناجح بشكل كبير في تسعة أشهر فقط، مما زاد من عدد الحشرات التي تطير فوق الصحراء العربية تقريبًا 8000 مرة.

## الدول المتأثرة

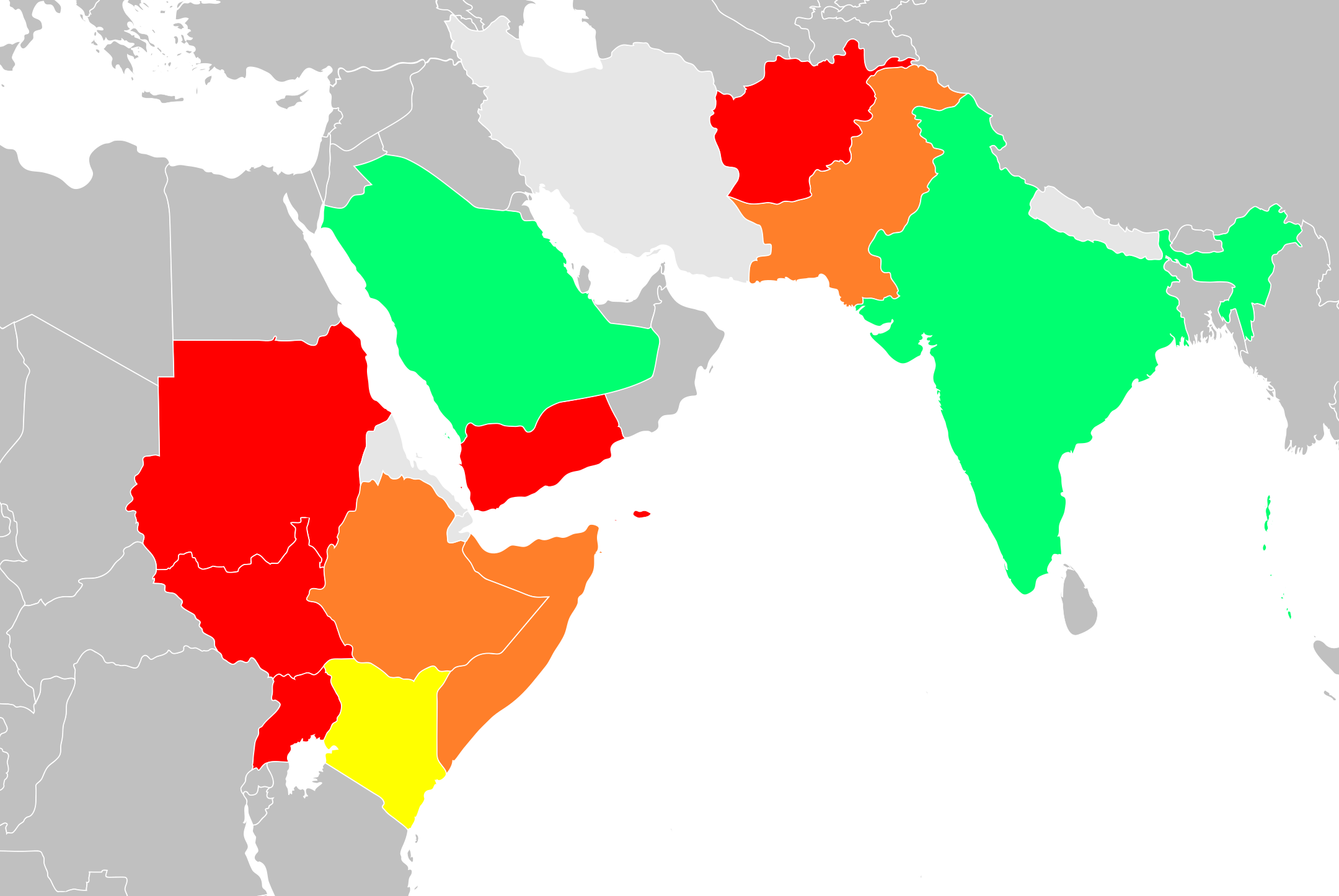
المواقع المتضررة حسب التصنيف المرحلي المتكامل للأمن الغذائي
أمن غذائي بشكل عام (أ)
أمن غذائي بشكل عام (ب)
أمن غذائي غير مستقر (على الحدود)
طوارئ إغاثة إنسانية
مجاعة / كارثة إنسانية

أصاب غزو الجراد 23 دولة حتى أبريل 2020. شرق إفريقيا هو بؤرة أزمة الجراد - مع إثيوبيا وكينيا والصومال وأوغندا من بين البلدان المتضررة. لكن الجراد قطع شوطاً طويلاً. حيث قضى على المحاصيل في باكستان وتسبب بأضرار في المزارع في اليمن.

### أفريقيا
بحلول صيف عام 2019، وصلت الأسراب فوق البحر الأحمر وخليج عدن إلى إثيوبيا والصومال، حيث واصلت التكاثر وبدأت في إثارة المخاوف. قد يكون هذا بقدر ما وصل الجراد إليه وليس بسبب ما حدث خلال أكتوبر 2018، عانت منطقة شرق أفريقيا من أمطار الخريف الشديدة على نطاق واسع بشكل غير عادي، والتي ختمت في ديسمبر بواسطة إعصار نادر في أواخر الموسم في الصومال. أثارت هذه الأحداث تشنجًا آخر في التكاثر.
اعتبارًا من يناير 2020، يؤثر التفشي على إثيوبيا وكينيا وإريتريا وجيبوتي والصومال. ووفقًا لمنظمة الأمم المتحدة للأغذية والزراعة، فإن الغزو «يمثل تهديدًا غير مسبوق للأمن الغذائي وسبل العيش في القرن الأفريقي». إن ارتفاع درجات حرارة سطح البحر (ثنائية قطب المحيط الهندي) تقلب الموازين لصالح أسلوب نمط الانتشار، مثل تلك التي مهدت الطريق لتفشي الجراد الصحراوي. قال كيث كريسمان، كبير مسؤولي التنبؤ بالجراد بمنظمة الأغذية والزراعة، يعتقد أنه «يمكننا أن نفترض أنه سيكون هناك المزيد من تفشي الجراد وتفاقمه في القرن الأفريقي».
يزداد الوضع بأمطار غزيرة غير اعتيادية. ويثير هذا الوضع قلقا كبيرًا في القرن الأفريقي، حيث يعاني أكثر من 24 مليون شخص من انعدام الأمن الغذائي و 12 مليون شخص من النازحين داخليًا.

#### كينيا
اجتاح الجراد البالغ طوله طول الإصبع كينيا قادمًا من الصومال وإثيوبيا بعد هطول أمطار غزيرة بشكل غير معتاد في الأشهر الأخيرة، مما أدى إلى تدمير المحاصيل في بعض المناطق وتهديد الملايين من المستضعفين بأزمة الجوع. وقد اعترف وزير الزراعة الكيني بأن السلطات لم تكن مستعدة لنطاق الإصابة هذا العام. هذا ليس مفاجئًا، مع الأخذ في الاعتبار أنه مرت عقود منذ آخر تفشي مماثل في البلاد، حسبما يقول مسؤولو الأمم المتحدة. تقوم خمس طائرات حالياً برش المبيدات حيث تحاول كينيا وسلطات أخرى منع الجراد من الانتشار إلى أوغندا وجنوب السودان المجاورتين. حوالي 70,000 هكتار (172,973 فدان) من الأراضي في كينيا تم غزوها بالفعل. سرب واحد كبير بشكل خاص في شمال شرق كينيا يبلغ طوله 60 كيلومترًا وعرضه 40 كيلومترًا (37 ميلًا وعرضه 25 ميلًا). تحتاج كينيا إلى المزيد من معدات الرش لتكملة المعدات المستخدمة بالفعل.

#### الصومال
وصفت وزارة الزراعة الصومالية التفشي بأنه حالة طوارئ وطنية وتهديد كبير للأمن الغذائي الهش في البلاد، قائلة إن أسراب الجراد «غير العادية» تستهلك كميات هائلة من المحاصيل. من غير المحتمل أن تكون مكافحة الأزمة سهلة، خاصة في الصومال، حيث تقع أجزاء من البلاد في قبضة جماعة الشباب المتطرفة المرتبطة بتنظيم القاعدة. يتواصل تكاثر الجراد الصحراوي في غلمدغ (مودوغ) وأرض البنط وصوماليلاند. على مدى الأشهر الستة المقبلة، سيتطلب أكثر من 100000 هكتار من الأراضي تدخلات مراقبة مباشرة في الصومال.

#### إريتريا
بوجود أسراب بحجم المدن الرئيسية، أثر الجراد على أجزاء مختلفة من إريتريا. تم نشر الجيش وعامة الناس لمكافحة الأزمة وفقا لوزارة الزراعة في إريتريا. في إريتريا، تم التعرف على أسراب كبيرة من البالغين غير الناضجين الذين هاجروا من إثيوبيا وتم السيطرة عليهم حول منطقة شيب، غاهتيلي، ونغيبو وبيريز من ساحل البحر الأحمر الشمالي. علاوة على ذلك، تم الكشف عن أسراب الجراد الشجري في مقاطعات تسيرونا وماي سيراو وكواتيت وديجسا في جنوب إريتريا.

#### إثيوبيا
يتجه الجراد أيضًا نحو إثيوبيا، ثاني أكبر دولة في أفريقيا من حيث عدد السكان، في أسوأ تفشي لتلك الدولة منذ 25 عامًا. فوجئ بعض السكان بالعثور على الجراد داخل غرف المعيشة.
وفقاً لمسؤولي وزارة الزراعة، فإن الجراد القليل نسبياً الذي يصل إلى العاصمة الإثيوبية أديس أبابا هو «بقايا» من «الغزو الضخم» في الأجزاء الشرقية والجنوبية من البلاد. يجري الرش في جميع أنحاء المدينة لمنع انتشار الغزو في أماكن أخرى. يتعامل ملايين الأشخاص في هذا البلد بالفعل مع خطر الجفاف أو الفيضانات المستمرة.
إزداد غزو الجراد الصحراوي في إثيوبيا، على الرغم من عمليات المكافحة البرية والجوية الجارية. الجراد القافز بدأ في الطيران، واستمر عدد متزايد من الأسراب الصغيرة غير الناضجة والناضجة في التهام حقول المحاصيل والمراعي في تيغراي وأمهرة وأوروميا ودول الصومال الإقليمية. في أمهرة، سجلت بعض المزارع خسارة بنسبة 100 في المائة تقريبًا في نبات الطيف، وهو محصول أساسي في إثيوبيا. علاوة على ذلك، تفقس اليرقات بكثرة وتشكل مجموعات قافزة (لم تبدأ في الطيران بعد) في المنطقة الصومالية، بسبب هطول الأمطار الغزيرة.
على الرغم من عمليات المكافحة والوقاية الرئيسية، فقد حدثت خسائر كبيرة في المحاصيل بالفعل في منطقتي أمهرة وتيجراي في إثيوبيا. غطت المجموعات القافزة (مجموعات من الجراد اليافع تتحرك معًا) ما يقرب من 430 كيلومترًا مربعًا واستهلكت حوالي 1.3 مليون طن متري من النباتات على مدى شهرين. تشكيل المجموعات مستمر في المراعي في المنطقة الصومالية الإثيوبية. وستصل أسراب جديدة ضخمة من اليمن والصومال. حتى أن سربًا أجبر طائرة ركاب إثيوبية على التوقف عن مسارها في ديسمبر.

#### أوغندا
إتجهوا نحو أوغندا، لم تشهد أوغندا مثل هذا التفشي منذ ستينيات القرن العشرين وهي في حالة تأهب بالفعل. لم تضطر أوغندا للتعامل مع غزو الجراد منذ الستينيات، لذا هناك قلق بشأن قدرة الخبراء في هذه الأرض على التعامل معه دون دعم خارجي، قال رئيس الوزراء الأوغندي للسلطات الزراعية أن «هذه حالة طوارئ ويجب أن تكون جميع الوكالات في حالة تأهب»، هذا ماذكرته صحيفة نيو فيجن التي تتحكم فيها الحكومة.

#### جنوب السودان
إتجهوا نحو جنوب السودان، حيث يواجه نصف البلاد تقريبًا الجوع. لم يكن لديهم مثل هذا التفشي منذ الستينات. في بلد مثل جنوب السودان، حيث يعاني 47٪ من السكان بالفعل من انعدام الأمن الغذائي، ستؤدي هذه الأزمة إلى عواقب مدمرة.

#### جيبوتي
تقدر حكومة جيبوتي أن الأضرار التي سببها غزو الجراد الصحراوي على الغطاء النباتي (المحاصيل والمراعي) قد تسببت بالفعل في خسارة حوالي 5 ملايين دولار أمريكي لمناطق البلد الست. في جيبوتي، تشير التقديرات إلى أن أكثر من 1700 مزرعة زراعية رعوية في جميع أنحاء البلاد وما يقرب من 50000 هكتار من المراعي قد دُمرت بسبب الأسراب.

### شبه الجزيرة العربية
تسببت الأعاصير في مايو وأكتوبر من عام 2018 في هطول أمطار غزيرة أدت إلى ظروف تربية مواتية في الربع الخالي من جنوب شبه الجزيرة العربية لمدة تسعة أشهر على الأقل منذ يونيو. وشهدت بعض الدول مثل الإمارات والعراق مجموعات جراد صغيرة قافزة ولكن الوضع كان تحت السيطرة في هذه المناطق.

#### اليمن
في يناير 2019، وصلت إحدى الأسراب الأولى إلى اليمن وأصبحت واحدة من أولى مناطق التكاثر للجراد الصحراوي وتسببت في انتشارها بشكل أكبر.

#### السعودية
في الفترة من يناير إلى يونيو 2019، بدأت أسراب الجراد في دخول المملكة العربية السعودية وقد تم محاولة الكثير للسيطرةِ عليها.

### جنوب وجنوب غرب آسيا
بعد شهر يونيو من عام 2019، غزت الأسراب الحدود الهندية الباكستانية من جهة إيران وتكون ما يصل إلى ثلاثة أجيال من الجراد بسبب الرياح الموسمية الأطول من المعتادة، مما أدى إلى ظهور أعداد كبيرة من الأسراب.

#### باكستان
منذ يونيو 2019، يؤثر تفشي الجراد على شرق باكستان. في نوفمبر 2019، شهدت كراتشي أول هجوم للجراد في المدينة منذ عام 1961.
في 29 يناير 2020، أعلنت حكومة مقاطعة خيبر بختونخوا حالة الطوارئ في تسع مناطق جنوبية من المقاطعة للسيطرة على انتشار الجراد. وأعلنت حالة الطوارئ في ديرا إسماعيل خان، تانك، لاكي مروت، بانو، كرك، كوهات، هانجو، شمال وجنوب وزيرستان.
في 1 فبراير 2020، أعلنت الحكومة الباكستانية حالة طوارئ وطنية لحماية المحاصيل ومساعدة المزارعين.

#### إيران
في إيران مع بقية البلدان الآسيوية، بدأ الجراد في الوصول في الأشهر الستة الأولى من عام 2019. كما أدت الأمطار الغزيرة في جنوب غرب إيران إلى تفاقم الوضع. كانت عمليات المكافحة أقل نجاحًا في إيران واليمن.

#### الهند
جاءت الأسراب في الهند من إيران وباكستان، ولكن تمت السيطرة على الوضع بمساعدة المبيدات والمعدات المتخصصة. على الرغم من أنه يجب تقييم مدى الضرر ولكن ليس هناك خسارة كبيرة. قال المسؤولون إن عددا من الإجراءات في الوقت المناسب وتغيير في اتجاه الرياح معنت انتشار الأضرار على نطاق واسع في محاصيل بذور اللفت والكمون. بدأ التفشي في أواخر العام الماضي في جوجارات وراجستان.
تعرضت ثلاث قرى في منطقة باناسكانثا بولاية جوجارات، التي تشترك في حدودها مع المناطق الصحراوية الباكستانية، لهجمات الجراد الجديدة في يناير. في جوجارات، دمرت هجمات الجراد في ديسمبر 2019 المحاصيل، بشكل رئيسي بذور اللفت والكمون، زُرعت في حوالي 17000 هكتار. دُمرت محاصيل في أجزاء من ولاية راجاستان الغربية، هنالك محاصيل منتشرة على مساحة 350.000 هكتار على الأقل. وتأثرت المناطق المتضررة من الهجمات المنسقة على نطاق واسع من قبل الجراد على منطقة سري جانجاناجار وجيسالمر وبارمر وبيكانر وجودبور وتشورو وناغور. تمكنت الهند من السيطرة على أسراب الجراد الصحراوي في ولايتين رئيسيتين منتِجتين للبذور الزيتية.
في مايو، وسط جائحة فيروس كورونا، تضررت أجزاء من الهند مثل راجستان وماديا براديش بشدة من أسراب الجراد التي يبلغ عرضها كيلومترًا واحدًا، وهو أسوأ هجوم جراد منذ 27 عامًا.

#### نيبال
أفيد عن دخول أسراب من الجراد إلى النيبال في أواخر يونيو، مما أدى إلى تلف المحاصيل في منطقة باربات ماهاشيلا.

### أمريكا الجنوبية

#### الأرجنتين
في 17 يونيو 2020، وصل سرب إلى الأرجنتين من باراغواي، ووصل إلى محافظة كوريينتس، وبحلول 22 يونيو، كانوا في طريقهم إلى محافظة إنتري ريوس، دُمرت محاصيل الذرة والكسافا على طول الطريق، وحصل ذلك أيضًا في ولاية ريو البرازيلية غراندي دو سول.

## إيكولوجية الجراد

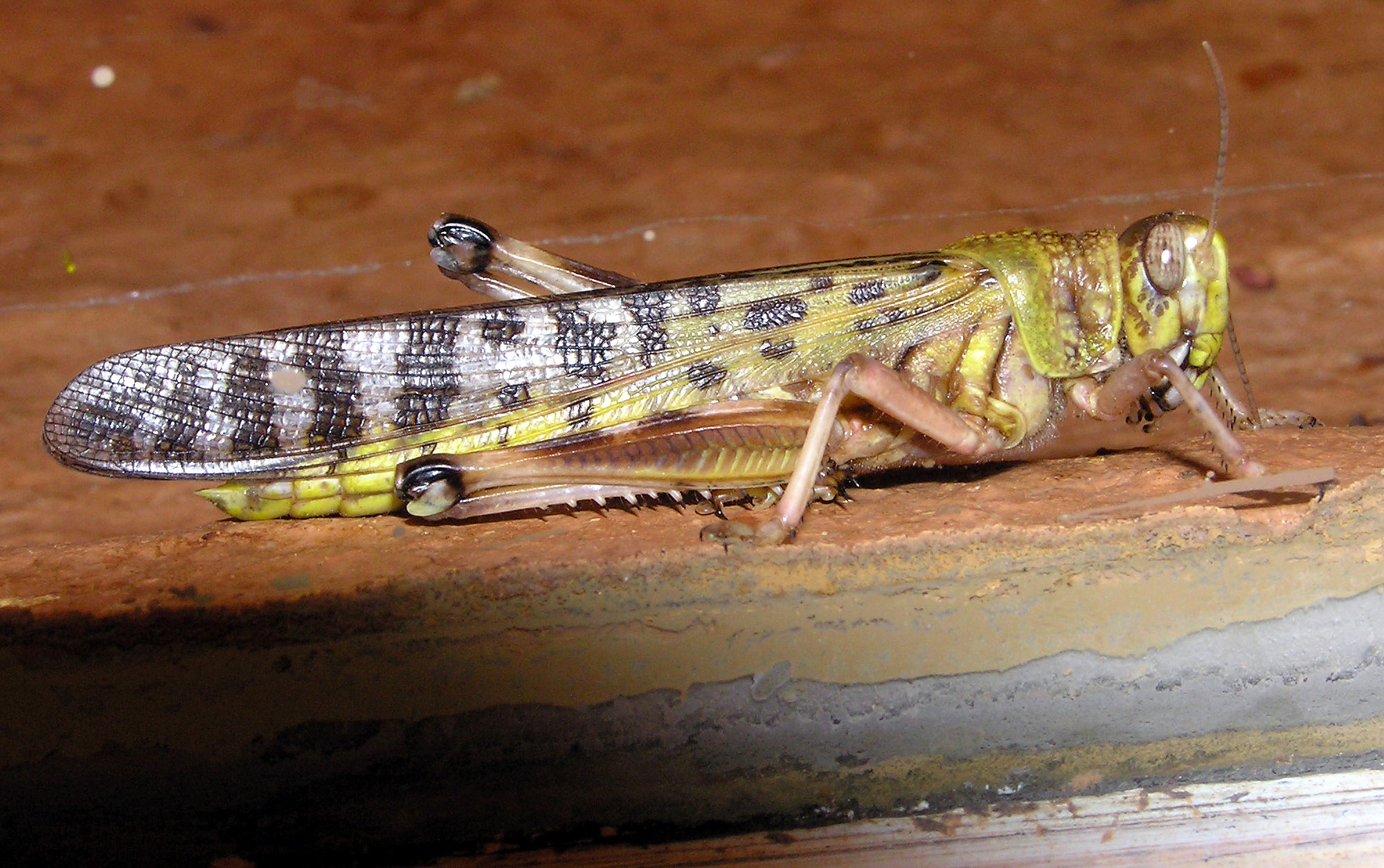
جراد صحراء قطيعي بالغ

نوع الجراد الذي يعاني منه شرق أفريقيا حاليًا هو جراد الصحراء المعروف بميله إلى الاختلاط بالآخرين. الجراد في الواقع هو نوع خاص من أنواع الجراد، وهو الجندب الأرضي القافز، وهم يعرفون بالألفة بين بعضهم البعض، ولكن ليس بطريقةٍ جيدة. يتحول حوالي 20 نوعًا من أصناف الجراد المعروفة البالغ عددها 7000 نوعًا إلى ما يُعرف بالنمط الظاهري الإجتماعي، مما يعني أن أجسامهم تتغير فعليًا أثناء الاختلاط والتحول إلى سرب. عادة ما يغيرون اللون وينموون عضلات أكبر عندما يتجمعون كسحب ضخمة، ويتدحرجون عبر المناظر الطبيعية والمحاصيل المدمرة.
هذه الجراد الصحراوي إجتماعي، في حين أن الغالبية العظمى من أنواع الجراد منفردة. قد يكون لها علاقة بالبيئات الجافة التي هي موطن لهذا النوع. يضع الجراد الصحراوي اليرقات في التربة الرطبة فقط، حتى لا تجف. عندما تأتي الأمطار الغزيرة لإشباع الصحراء، يتكاثر الجراد بغزارة ويملأ التربة باليرقات، ربما 1000 لكل متر مربع من التربة. عندما تفقس هذه اليرقة، سيكون لديها الكثير من النباتات للأكل، حتى تجف مرة أخرى. وبمجرد أن يبدأوا في الزيادة، يهاجرون بحثًا عن المزيد من الطعام.
قد ينتقل الجراد الفردي أكثر من 90 ميلاً في اليوم، مستهلكًا وزنه في المواد النباتية. يمكن أن يغطي سرب واحد ما يصل إلى 1200 كيلومتر مربع ويمكن أن يحتوي على ما بين 40 و 80 مليون جراد لكل كيلومتر مربع (ما مجموعه حوالي 50 إلى 100 مليار جراد لكل سرب، تمثل من 100.000 إلى 200.000 طن، مع الأخذ في الاعتبار متوسط الكتلة 2 جرام لكل جراد). يمكن أن يعيش الجراد ما بين ثلاثة وستة أشهر، وهناك زيادة في أعداد الجراد من عشرة إلى ستة أضعاف من جيل إلى آخر.[بحاجة لمصدر]

## تأثيرات
تأثر بالفعل حوالي 2.25 مليون هكتار من الأراضي اعتبارًا من أبريل 2020. حوالي 70.000 هكتار (172,973 فدان) من الأراضي في كينيا وحدها بفعل الغزو. يواجه 20.2 مليون شخص انعدام الأمن الغذائي الحاد الشديد في إثيوبيا وكينيا والصومال وجنوب السودان وأوغندا وجمهورية تنزانيا المتحدة. في حالة تركه دون رادع، يمكن أن ينمو ويزيد عدد الجراد 500 مرة بحلول يونيو 2020، عندما يساعد الطقس الأكثر جفافًا في السيطرة على التفشي. تم استهداف مليون هكتار من الأراضي من أجل مراقبة الجراد والسيطرة عليه بسرعة في دول شرق أفريقيا الثمانية. تم استهداف 110 آلاف أسرة لحماية سبل العيش في سبعة دول من الدول الثمانية. تقدر السيطرة الفعالة بحوالي 60 مليون دولار (47 مليون جنيه إسترليني)، ولكن إذا حدثت زيادة مفاجئة، فسترتفع التكلفة إلى 500 مليون دولار."
يقدر برنامج الأغذية العالمي أن تكاليف الاستجابة والاسترداد على المدى الطويل يمكن أن تتجاوز مليار دولار أمريكي إذا لم تتم السيطرة على نمو السرب. ويقدر البنك الدولي أن أكثر من 90 مليون هكتار من الأراضي الزراعية والمراعي معرضة للخطر في أفريقيا وحدها، وقد تصل الأضرار والخسائر إلى 9 مليارات دولار أمريكي في السنوات القادمة.

## إجراءات وقائية
قالت منظمة الأغذية والزراعة إن احتواء السرب سيكلف 138 مليون دولار على الأقل. حتى الآن، تعهد المانحون بتقديم 52 مليون دولار حتى أبريل 2020، منها 10 ملايين دولار جاءت من مؤسسة بيل وميليندا غيتس. الفشل يعني المزيد من الجوع في منطقة تعاني بالفعل من الصراع وصدمات المناخ. يُنظر إلى الرش الجوي والأرضي المقترن بالتتبع المستمر للأسراب على أنهما أكثر الاستراتيجيات فعالية. لكن قيود السفر خلال جائحة فيروس كورونا أعاقت الإجراءات الوقائية.
في مناطق التكاثر الشتوية، بدأت عمليات المكافحة في ديسمبر 2018 في إريتريا وبدرجة أقل في السودان. امتدت إلى مصر والسعودية في يناير حيث استمروا لعدة أشهر قبل تمديد إضافي لمناطق التكاثر الربيعي في السعودية (فبراير - يونيو) وإيران (فبراير - يوليو) وباكستان (مارس - يوليو). ثم أجريت عمليات المكافحة في مناطق التكاثر الصيفي على طول جانبي الحدود الهندية الباكستانية (مايو - فبراير)، وإثيوبيا (أغسطس فصاعدًا) واليمن (يوليو وما بعده). خلال شتاء 2019-2020، تم إجراء السيطرة على جانبي البحر الأحمر (نوفمبر - مارس) والقرن الأفريقي (ديسمبر - حتى الآن) وجنوب إيران (نوفمبر فصاعدًا). تم معالجة حوالي 2.25 مليون هكتار بحلول فبراير 2020.
اعتبارًا من أبريل 2020، كانت إثيوبيا تستخدم خمس طائرات وكينيا ست طائرات للرش وأربع طائرات للمسح. لكن الحكومة الكينية تقول إنها تحتاج إلى 20 طائرة للرش - وإمدادات مستمرة من المبيدات الحشرية من نوع فينيتروثيون. دربت كينيا أكثر من 240 فرداً من المقاطعات المتضررة على رصد أسراب الجراد. للمساعدة في منع تفشي المرض والسيطرة عليه، تقوم السلطات بتحليل صور الأقمار الصناعية ومخزون المبيدات الحشرية وإجراء الرش الجوي. خصصت الأمم المتحدة 10 ملايين دولار للرش الجوي.
في مركز التنبؤات والتطبيقات المناخية التابع للهيئة الحكومية الدولية المعنية بالتنمية، ومقره نيروبي، كان الباحثون يديرون نموذجًا للحواسيب الفائقة للتنبؤ بمناطق التكاثر التي ربما فاتتها المراقبة الأرضية. يمكن أن تصبح هذه المناطق مصادر أسراب جديدة إذا لم يتم رشها وخلق طفرة. لذا إذا تم إيقاف الجراد الأرضي القافز من الوصول إلى النوع البالغ فإن هذا لن يؤدي إلى دورة أخرى من الغزو. نجح الكمبيوتر الخارق، الممول بـ35 مليون جنيه استرليني من المساعدات البريطانية كجزء من برنامج خدمات معلومات الطقس والمناخ لأفريقيا، في توقع حركة الجراد باستخدام بيانات مثل سرعة الرياح واتجاهها ودرجة الحرارة والرطوبة. حقق النموذج دقة 90٪ في التنبؤ بالمواقع المستقبلية للأسراب.
يقوم الباحثون الآن بإدخال بيانات حول رطوبة التربة والغطاء النباتي للمساعدة في التنبؤ بمكان وضع اليرقات التي من المحتمل أن تفقس وتزدهر. سيوفر ذلك بيانات حول المكان الذي يمكن للحكومات الأفريقية من خلاله توجيه جهود الرش الخاصة بها، مما يساعد على التحكم في نوع الجراد الأرضي القافز قبل أن يتحول إلى سرب. إن الحكومة الكينية في حالة تأهب قصوى وقد تم اتخاذ تدابير رقابية فعالة.
أعلنت الحكومة الصينية في فبراير أنها سترسل فريقا من الخبراء إلى باكستان المجاورة لتطوير «برامج موجهة» ضد الجراد ونشر 100 ألف بطة.

## روابط خارجية
- ملخصات الجراد الصحراوي 2020 من منظمة الأغذية والزراعة
- مركز الجراد الصحراوي من منظمة الأغذية والزراعة - الخرائط والبيانات الحالية عن تفشي الجراد